# Хърсово (град)
Вижте пояснителната страница за други значения на Хърсово.
Хърсово или Хършова (на румънски: Hârşova) e град в окръг Кюстенджа, Северна Добруджа, Румъния. Има население от 11 198 жители. Намира се на десния бряг на река Дунав.

## История
В Античността тук е съществувал кастелът Карсий (Carsium), унищожен от варварските нашествия. Днешното селище води началото си от средновековната българска крепост Хърсово, чиито останки все още личат. Изградена е през 6 – 7 век. Името е със средновековен произход от старобългарското име Хърс (Хръс, Хриз), вероятно на местен първенец.
През античността и средновековието оттук са тръгвали, покрай влашката гора на запад, двата пътя за земята Бърса – преминаващи през Талазкия и Татарския проходи.
През 1388 година е превзето от османските нашественици водени от Али паша. През XVI и XVII век е споменато в османски документи като касаба в Туна вилает.
От 1870 година спада към Доростоло-Червенската митрополия на Българската екзархия. По Санстефанския мирен договор градът остава в пределите на Румъния.

## Личности
Родени в Хърсово
- Васил Георгиев, български опълченец, на 23 май 1877 година постъпва като доброволец в I рота на II дружина на Българското опълчение, напуска Опълчението на 19 октомври 1877 година[3]